# Риста Антуновић Баја
Риста Антуновић — Баја (Голи Рид, код Лебана, 25. јун 1917 — Београд, 6. јануар 1998) био је учесник Народноослободилачке борбе, друштвено-политички радник СФРЈ и СР Србије и народни херој Југославије.

## Биографија
Рођен је 25. јуна 1917. у селу Голи Рид, код Лесковца. Основну школу завршио је у селу Бојнику, а гимназију у Лесковцу. Право је студирао је на Правном факултету у Београду.
Још као гимназијалац у Лесковцу пришао је револуционарном омладинском покрету, а као студент активно се укључио у рад револуционарног студентског и радничког покрета и учествовао у разним политичким акцијама и штрајковима.
Био је председник Удружења студената у Лесковцу. У чланство Комунистичке партије Југославије (КПЈ) примљен је марта 1940. године. Исте године постао је секретар Окружног комитета СКОЈ-а и члан Окружног комитета КПЈ за Лесковац. Због активног револуционарног рада у Лесковцу ухапшен је и протеран у родно село, без права на повратак у Лесковац. Он се одмах вратио, и све до почетка Другог светског рата, 1941. године, живео илегално у Лесковцу и радио као члан Окружног комитета КПЈ. У том периоду активно се бавио организовањем Партије и Савеза комунистичке омладине Југославије (СКОЈ) у Лесковачком округу.

### Народноослободилачка борба
Као резервни официр Југословенске краљевске војске учествовао је, у Априлском рату 1941. године, на фронту код Струмице. Тамо је заробљен и одведен у заробљенички логор у Немачку. Приликом враћања заробљеника из Немачке, са територије под бугарском окупацијом, пријавио се за повратак, и у току проласка транспорта кроз Југославију код Ниша искочио је из воза и побегао. Дошао је затим у Лесковачки округ, и ступио у Јабланички партизански одред.
У току Народноослободилачке борбе био је један од руководилаца Народноослободилачког покрета (НОП) на југу Србије. Најпре је био заменик политичког комесара Првог јужноморавског партизанског одреда и члан ОК КПЈ за Лесковац. Потом је, по налогу Покрајинског комитета КПЈ за Србију, послат на територију Црне Траве и Врања, и тамо је извесно време био заменик политичког комесара Другог јужноморавског партизанског одреда, а затим, од јесени 1943. године, секретар Окружног комитета КПЈ за Врање. На тој дужности остао до почетка 1944. године, када се поново враћа у Лесковачки округ, где је био секретар Окружног комитета КПЈ.
Због снажнијег ширења устанка и стварања све већег броја бригада и одреда НОВ и ПОЈ на југу Србије, створена је јужноморавска оперативна зона, за чијег команданта Штаба је постављен Риста Антуновић. Убрзо после тога је, по наредби Главног штаба НОВ и ПО Србије, формирана 21. српска дивизија, а Риста је постао њен командант. После доласка Покрајинског комитета КПЈ за Србију и Главног штаба НОВ и ПО Србије из Босне на југ Србије, јула 1944. године, Риста Антуновић се вратио на дужност секретара Окружног комитета КПЈ за Лесковац. На тој дужности остао је све до доласка у Београд, на рад у Покрајински комитет КПЈ за Србију, у новембру 1944. године.

### Послератни период
После ослобођења Србије и Југославије, вршио је разне партијске функције. Био је секретар Окружног комитета КПЈ за Ниш. Члан Централног комитета КП Србије, био је од Првог конгреса, маја 1945. године, а члан Централног комитета СК Југославије, од Шестог конгреса, новембра 1952. године. Члан Извршног комитета Централног комитета Савеза комуниста Србије, био је од 1948. до 1965. године, а секретар Градског комитета Савеза комуниста Београда од марта 1957. до фебруара 1961. године. Године 1961. био је изабран за организационог секретара ЦК СК Србије и на тој дужности остао је до 1965. године, када га је наследио Војин Лукић, а Антуновић распоређен на рад у ЦК СК Југославије.
Поред партијских, обављао је и низ државних функција. Био је министар трговине у првој Влади НР Србије, 1946. године. Потом је био на дужности министра пољопривреде, па председника Савета за пољопривреду и шумарство и члана Извршног већа Скупштине СР Србије. У Федерацији је био на дужности председника Задружног савеза Југославије, члана Савезног извршног већа, председника Комисије за избор и именовања Савезне скупштине. Више пута је биран за народног посланика Републичке и Савезне скупштине. После пензионисања био је члан Савета федерације.
Био је у браку са Загорком Загом Стојиловић—Антуновић (1921—2014), истакнутом учесницом Народноослободилачког рата (НОР). Она је најпре била борац Друге пролетерске бригаде и члан њене омладинске делегације, заједно са Бошком Бухом и другима, на Првом конгресу УСАОЈ-а децембра 1942. године у Бихаћу. Касније је била у Политоделу Треће далматинске бригаде, где је била задужена за рад са омладином.
Умро је 6. јануара 1998. и сахрањен је у Алеји народних хероја на Новом гробљу у Београду.
Носилац је Партизанске споменице 1941. и других југословенских одликовања, међу којима су — Орден народног ослобођења, Орден југословенске заставе са лентом, Орден Републике са златним венцем, Орден братства и јединства са златним венцем, Орден партизанске звезде са сребрним венцем и Орден за храброст. Орденом народног хероја одликован је 6. јула 1953. године.